# Brad Butterworth
Pour les articles homonymes, voir Butterworth.
 (décembre 2007).
Brad Butterworth, né le 9 avril 1959 à Te Awamutu, est un skipper néo-zélandais.

## Biographie

### Coupe de l'America
Découvrant la voile dès l'âge de 7 ans, il décide de faire son métier de cette passion. Il découvre en 1982 l'univers de la coupe de l'America en occupant un poste d'assistant dans le programme voile du défi australien Australia II qui est le premier, en 1983 à Newport, à battre les américains et ainsi leur ravir le trophée.
Pour l'édition suivante, il rejoint le défi néo-zélandais New-Zealand, surnommé Black Magic. Mené par Chris Dickson, ce bateau remporte 37 victoires pour une seule défaite lors de la Coupe Louis-Vuitton 1987. Cependant, en finale de celle-ci, Black Magic perd 4 à 1 face au Stars & Stripes de Dennis Conner.
En 1992, à San Diego, il occupe le poste de tacticien du bateau de réserve avant de se voir promu à ce même rôle au sein du premier bateau. Le défi néo-zélandais échoue de nouveau en finale de la Coupe Louis-Vuitton face au bateau italien Il Moro di Venezia de Raul Gardini.
En 1995, il fait partie du défi mené par Peter Blake, dont le but est de ravir le trophée aux Américains pour le ramener à Auckland. Avec Peter Blake comme patron, Russell Coutts en skipper, Butterworth au poste de tacticien, le défi néo-zélandais remporte sur le score de 5 régates à 0 la finale de la coupe de l'America face au Defender américain mené par Dennis Conner.
Cette même équipe mène avec succès le défi de conserver le trophée lors de l'édition de la Coupe en 2000 qui se dispute dans la baie d'Auckland. De nouveau, la victoire est sans appel, 5 régates à 0 face au défi italien Luna Rossa de Francesco De Angelis.
Peter Blake parti vers d'autres objectifs, Coutts et Butterworth espèrent se voir confier les rênes du défi néo-zélandais. Mais, devant le peu d'enthousiasme des décideurs néo-zélandais de leur offrir ce poste, ils cèdent aux demandes du milliardaire suisse Ernesto Bertarelli et rejoignent le défi Alinghi. Leur retour sur le sol néo-zélandais pour la Coupe 2003 n'est pas des plus cordiaux : ils sont en effet traités de traitres à la patrie. Ce traitement n'empêchera toutefois pas le défi suisse de remporte la Coupe Louis-Vuitton face au défi américain BMW Oracle Racing. Face au Defender néo-zélandais, Coutts et Butterworth remportent leur troisième Coupe consécutive, toujours sur le même score sans appel de 5 régates à 0.
Après le départ de Russell Coutts, il se voit confier les rôles de skipper et de vice-président du défi, avec pour objectif de permettre au défi suisse de conserver son trophée. Alinghi, lors des différents actes de la Coupe Louis-Vuitton 2007, prouve sa compétitivité, malgré le départ de son ex-patron. Puis, il voit le bateau du défi Emirates Team New Zealand remporter la Coupe Louis-Vuitton et s'octroyer ainsi le droit de défier les Suisses en finale de la Coupe de l'America 2007. Il occupe durant cette finale le poste de tacticien, le poste de barreur étant tenu par Ed Baird.
La victoire de Emirates Team New Zealand lors de la deuxième régate de la finale met un terme à 16 régates victorieuses consécutives en coupe de l'America. Cette finale, même si elle est plus disputée que prévu par la plupart des observateurs, qui prévoyaient une victoire sans appel des suisses, est finalement remportée sur le score de 5 régates à 2, la dernière régate étant obtenue par seulement une seconde. Butterworth remporte ainsi sa 4e coupe de l'America successive.

### Autres compétitions
La Coupe de l'America n'est pas la seule compétition où Butterworth s'est distingué. Il participe ainsi à l'Admiral's Cup, compétition qu'il remporte en 1987 sur le néo-zélandais Propaganda. En 1989-90, il participe à l'aventure Steinlager II, bateau mené par Peter Blake et qui remporte la Whitbread Round the World Race.

## Palmarès

### Coupe de l'America
- Vainqueur de la Coupe de l'America 2007 avec Alinghi, Skipper et tacticien
- Vainqueur de la Coupe de l'America 2003 avec Alinghi, Tacticien
- Vainqueur de la Coupe de l'America 2000 avec Team New Zealand, Tacticien
- Vainqueur de la Coupe de l'America 1995 avec Team New Zealand, Tacticien
- Finaliste de la Coupe Louis-Vuitton 1992, Tacticien
- Finaliste de la Coupe Louis-Vuitton 1986-87, Tacticien
- Assistant sur le projet Australia II en 1983

### Autres
- Vainqueur sur Propaganda de la Admiral's Cup 1987
- Vainqueur sur Steinlager II de la Whitbread Round the World Race 1989-90